# Hélio dos Anjos
Hélio dos Anjos (Janaúba, 7 de marzo de 1958) es un exfutbolista y entrenador brasileño, se desempeñaba como guardameta y se retiró en 1986.

## Trayectoria
| Futbolista                        |                             |      |      |
| País                              | Club                        | Año  | Año  |
| Bandera de Brasil                 | Cruzeiro                    | 1971 | 1978 |
| Bandera de Brasil                 | América Mineiro             | 1978 | 1979 |
| Bandera de Brasil                 | Flamengo                    | 1979 | 1980 |
| Bandera de Brasil                 | Joinville                   | 1981 | 1986 |
| Entrenador                        |                             |      |      |
| País                              | Club                        | Año  | Año  |
| Bandera de Brasil                 | Joinville                   | 1988 | 1989 |
| Bandera de Brasil                 | Avaí                        | 1989 | 1990 |
| Bandera de Brasil                 | Juventude                   | 1991 | 1991 |
| Bandera de Brasil                 | Vitória                     | 1991 | 1992 |
| Bandera de Brasil                 | Santo André                 | 1993 | 1993 |
| Bandera de Brasil                 | Náutico                     | 1993 | 1993 |
| Bandera de Brasil                 | XV de Piracicaba            | 1994 | 1994 |
| Bandera de Brasil                 | Athletico Paranaense        | 1994 | 1994 |
| Bandera de Brasil                 | Remo                        | 1995 | 1995 |
| Bandera de Brasil                 | Santo André                 | 1995 | 1995 |
| Bandera de Brasil                 | Goiás                       | 1995 | 1995 |
| Bandera de Brasil                 | Vitória                     | 1996 | 1996 |
| Bandera de Brasil                 | Sport Recife                | 1996 | 1997 |
| Bandera de Brasil                 | Grêmio                      | 1997 | 1997 |
| Bandera de Brasil                 | Vitória                     | 1998 | 1998 |
| Bandera de Brasil                 | Goiás                       | 1999 | 2001 |
| Bandera de Brasil                 | Juventude                   | 2001 | 2001 |
| Bandera de Brasil                 | Guarani                     | 2001 | 2001 |
| Bandera de Brasil                 | Vasco da Gama               | 2001 | 2001 |
| Bandera de Brasil                 | Paysandu                    | 2002 | 2002 |
| Bandera de Brasil                 | Sport Recife                | 2003 | 2004 |
| Bandera de Brasil                 | Fortaleza                   | 2004 | 2004 |
| Bandera de Brasil                 | Vitória                     | 2004 | 2004 |
| Bandera de Brasil                 | Bahia                       | 2005 | 2005 |
| Bandera de Brasil                 | Fortaleza                   | 2005 | 2005 |
| Bandera de Brasil                 | Juventude                   | 2005 | 2006 |
| Bandera de Brasil                 | Fortaleza                   | 2006 | 2006 |
| Bandera de Brasil                 | São Caetano                 | 2006 | 2006 |
| Bandera de Brasil                 | Náutico                     | 2006 | 2007 |
| Bandera de Arabia Saudita         | Selección de Arabia Saudita | 2007 | 2008 |
| Bandera de Brasil                 | Goiás                       | 2008 | 2010 |
| Bandera de Emiratos Árabes Unidos | Al-Nasr                     | 2010 | 2010 |
| Bandera de Brasil                 | Vila Nova                   | 2011 | 2011 |
| Bandera de Brasil                 | Sport Recife                | 2011 | 2011 |
| Bandera de Brasil                 | Atlético Goianiense         | 2011 | 2012 |
| Bandera de Brasil                 | Atlético Goianiense         | 2012 |      |
| Bandera de Brasil                 | Figueirense                 | 2012 | 2012 |
| Bandera de Brasil                 | Fortaleza                   | 2013 | 2013 |
| Bandera de Brasil                 | Atlético Goianiense         | 2014 | 2014 |
| Bandera de Brasil                 | Caxias                      | 2015 | 2015 |
| Bandera de Brasil                 | Goiás                       | 2015 | 2015 |
| Bandera de Brasil                 | ABC                         | 2015 | 2015 |
| Bandera de Arabia Saudita         | Najran                      | 2016 | 2016 |
| Bandera de Arabia Saudita         | Al-Faisaly                  | 2016 | 2016 |
| Bandera de Arabia Saudita         | Al-Qadisiyah                | 2016 | 2017 |
| Bandera de Brasil                 | Goiás                       | 2017 | 2018 |
| Bandera de Brasil                 | Paysandu                    | 2019 | 2020 |
| Bandera de Brasil                 | Náutico                     | 2020 | 2021 |
| Bandera de Brasil                 | Náutico                     | 2021 | 2022 |
| Bandera de Brasil                 | Ponte Preta                 | 2022 | 2023 |
| Bandera de Brasil                 | Paysandu                    | 2023 | 2024 |
| Bandera de Brasil                 | CRB                         | 2024 | 2024 |

## Palmarés

### Como futbolista
| Título                 | Club      | Año  |
| ---------------------- | --------- | ---- |
| Campeonato Carioca     | Flamengo  | 1978 |
| Campeonato Carioca     | Flamengo  | 1979 |
| Campeonato Brasileño   | Flamengo  | 1980 |
| Campeonato Catarinense | Joinville | 1981 |
| Campeonato Catarinense | Joinville | 1982 |

### Como entrenador
| Título                       | Club         | Año  |
| ---------------------------- | ------------ | ---- |
| Campeonato Baiano            | Vitória      | 1992 |
| Campeonato Paraense          | Remo         | 1995 |
| Campeonato Pernambucano      | Sport Recife | 1996 |
| Campeonato Pernambucano      | Sport Recife | 1997 |
| Campeonato Goiano            | Goiás        | 1999 |
| Campeonato Brasileño Série B | Goiás        | 1999 |
| Campeonato Goiano            | Goiás        | 2000 |
| Campeonato Pernambucano      | Sport Recife | 2003 |
| Campeonato Goiano            | Goiás        | 2015 |
| Campeonato Goiano            | Goiás        | 2018 |
| Campeonato Paraense          | Paysandu     | 2020 |
| Campeonato Pernambucano      | Náutico      | 2021 |
| Campeonato Paulista Serie A2 | Ponte Preta  | 2023 |
| Campeonato Paraense          | Paysandu     | 2024 |
| Copa Verde                   | Paysandu     | 2024 |